# Sociedade Junina Bumba Meu Boi da Liberdade
Sociedade Junina Bumba Meu Boi da Liberdade, conhecida também como Boi de Leonardo ou Boi da Liberdade, é um grupo de bumba-meu-boi de São Luís (Maranhão).
Foi fundado em 1 de outubro de 1956, no bairro da Liberdade, pelo zabumbeiro Leonardo Martins Santos (Seu Lió), que presidiu o grupo até a sua morte, em 2004. Mestre Leonardo nasceu em Guimarães, em 1921, e começou a dançar o boi aos 8 anos de idade. Aos 19 anos, mudou-se para o bairro da Liberdade - o maior Quilombo urbano do Maranhão. Lá, fundou o Boi da Liberdade ao lado de João Abreu, Popó, Romário, Virício e Sebastião Barbeiro. Sob seu comando, o Boi da Liberdade gravou um LP em 1988, seguido por dois CDs, em 200 e 2004. 
Com a morte de Leonardo, o comando passou para as mãos de Francisco de Assis Coimbra (Chico Coimbra). Em 2021, mestre Leonardo foi homenageado em uma pintura mural instalada no Centro de Saúde da Liberdade, realizado pelo artista Gil Leros como parte do projeto "Amo, Poeta e Cantador: Murais da Memória pelo Maranhão", uma realização do Bumba meu Boi da Floresta, registrado também em documentário.
O grupo recebeu em 2013 a Ordem do Mérito Cultural do Ministério da Cultura. Em 2020, Trabalho de Conclusão de Curso na Universidade Estadual do Maranhão (UEMA) documentou a história e o significado do Boi de Mestre Leonardo para seus integrantes. Em 2023, foi objeto de pesquisa da Universidade Federal do Maranhão (UFMA) que buscou refletir em que medida os elementos performáticos durante o festejo do Boi de Leonardo contribuem para a continuidade das tradições e costumes do ciclo festivo, com ênfase no processo do batizado ao ritual de morte dos Bois.